# Chalcedectus maculicornis
Chalcedectus maculicornis är en stekelart som beskrevs av Walker 1852. Chalcedectus maculicornis ingår i släktet Chalcedectus och familjen puppglanssteklar.
Artens utbredningsområde är:
- Guyana.
- Peru.
- Venezuela.

Inga underarter finns listade i Catalogue of Life.